# Trigun Maximum
Trigun Maximum (Japonés: トライガンマキシマム;  Hepburn: Toraigan Makishimamu?,  lit. «Trigun Máximo») es un manga escrito e ilustrado por Yasuhiro Nightow. Este manga surge como una continuación del manga Trigun; el cual había quedado inconcluso cuando la revista Shōnen Captain de la editorial Tokuma Shoten fue cancelada a principios de 1997. La revista Young King OURs de la editorial Shōnen Gahōsha contacto a Nightow para iniciar un nuevo proyecto junto a él; sin embargo a él le preocupaba la idea de dejar el manga Trigun incompleto y pidió que le permitieran terminar la serie. Los editores aceptaron su petición y el manga se reanudó en 1998 bajo el título de Trigun Maximum. A pesar de esta situación, Nightow ha declarado que el nuevo título se debió exclusivamente al cambio de editorial, y en lugar de ser una secuela, debería considerarse como una continuación de la misma serie. En este manga la historia avanza dos años con el inicio de Maximum, y adquiere un tono un poco más serio.  El 14° tankōbon fue publicado el 27 de febrero de 2008. Shōnen Gahōsha más tarde compró los derechos del manga original de tres volúmenes y los volvió a publicar como dos volúmenes ampliados. 
La editorial estadounidense Dark Horse Comics lanzó el primer volumen ampliado traducido al inglés por Digital Manga en octubre de 2003, manteniendo el formato original de derecha a izquierda. Trigun Maximum se publicó con regularidad, y los catorce (14) volúmenes se publicaron en un período de cinco años, desde mayo de 2004 hasta abril de 2009.

## Argumento
Vash La Estampida, el pistolero más mortífero de la galaxia, emerge después de dos años ausente para ayudar a su asediado mundo en el desierto, Gunsmoke. Pero los muchos enemigos de La Estampida se han mantenido, y están de vuelta en su camino  decididos a llevar a Vash a tierra. Una nueva multitud de cazadores de recompensas, y malvados cerebritos también están buscando sacar provecho del astronómico precio que pagan por su cabeza.